# Clone (appel système)
Pour les articles homonymes, voir Clone.
clone() est un appel système du noyau Linux qui créée un processus fils partageant le même contexte d'exécution que son père (le même espace d'adressage). Il est utilisé par certaines bibliothèques implémentant les threads sous Linux. En pratique, clone() n'est jamais appelé directement, mais à travers une bibliothèque de gestion des threads (telle que pthreads, qui propose la fonction phtread_create()).
Le prototype de cette fonction est le suivant :
```
#include
 
<sched.h>

int
 
clone
 
(
int
 
(
*
fn
)
 
(
void
 
*
),
 
void
 
*
child_stack
,
 
int
 
flags
,
 
void
 
*
arg
);

```

clone() crée un nouveau fil d'exécution, exécutant la fonction pointée par le paramètre fn (à l'opposé de fork() où l'exécution se poursuit sur l'instruction suivante). Le paramètre child_stack est un pointeur vers l'espace mémoire utilisé comme pile pour le nouveau fil d'exécution (qui doit préalablement être alloué par un appel à malloc() ; il doit pointer sur la dernière case mémoire). Le paramètre flags spécifie ce que le fils doit hériter du contexte d'exécution du père. Le paramètre arg est un pointeur générique pour le passage d'arguments à la fonction fn.
Cet appel retourne le thread ID du fils en cas de succès, ou -1 en cas d'échec (et errno est valorisé en conséquence).
À noter que cet appel système est spécifique au noyau Linux et ne doit pas être utilisé dans du code destiné à être compilé pour d'autres noyaux.